# Natani Nunatak
Natani Nunatak är en nunatak i Antarktis. Den ligger i Västantarktis. Argentina, Chile och Storbritannien gör anspråk på området. Toppen på Natani Nunatak är 1 201 meter över havet.
Terrängen runt Natani Nunatak är varierad. Trakten är obefolkad. Det finns inga samhällen i närheten. 